# Ragnar Hansson
Hans Christian Ragnar Hansson, född 9 februari 1916 i Göteborg, död 11 augusti 1997 i Örgryte församling, Göteborg, var en svensk arkitekt.
Hansson, som var son till civilingenjör Hans Hansson och Amy Werna Charlotta Sundström, avlade studentexamen vid Göteborgs högre latinläroverk 1935 och utexaminerades från Chalmers tekniska högskola 1940. Han företog en studieresa till Italien 1939. Han var anställd vid Lantbruksförbundets byggnadsförening i Stockholm 1941–1944, vid drätselkammarens i Göteborgs stad andra avdelning från 1944 och assistent vid Chalmers tekniska högskola. Han var medlem av Tekniska samfundets avdelning för husbyggnadskonst i Göteborg.